# جدعون روبرتسون
جدعون روبرتسون (بالإنجليزية: Gideon Robertson)‏ هو سياسي كندي، ولد في 26 أغسطس 1874 في كندا، وتوفي في 5 أغسطس 1933. حزبياً، نشط في حزب كندا المحافظ. وقد انتخب عضو مجلس الشيوخ الكندي.